# Фролов, Александр Филиппович (декабрист)
Алекса́ндр Фили́ппович Фроло́в 2-й (24 августа (5 сентября) 1804, Севастополь — 6 (18) мая 1885, Москва) — декабрист, подпоручик Пензенского пехотного полка.

## Биография
Из дворян Таврической губернии, г. Еникале.
Получил домашнее образование. Службу начал 10 августа 1818 года в чине подпрапорщика в Пензенском пехотном полку. Портупей-прапорщик — 12.09.1821, прапорщик — 17.07.1823, подпоручик — 4.06.1825; был офицером 2-й мушкетёрской роты, которой командовал А. И. Тютчев.
Член Общества соединённых славян (1825).
Арестован 10 февраля 1826 года. Осуждён по второму разряду. Каторгу отбывал в Читинском остроге (1827—1830) и на Петровском заводе. В 1835—1856 годах — на поселении в с. Шушенское Енисейской губернии.
В 1846 году женился на казачке Евдокии Николаевне Макаровой (17.2.1820 — 11.12.1901). Их дети:
- Николай (род. 1847); полковник, его дочь Анна[1], замужем за генералом от инфантерии Ю. Н. Даниловым.
- Надежда (род. 25.8.1849) — в 1859 году была принята на казённый счет в Керченский девичий институт; была замужем за младшим сыном генерал-майора И. П. Манганари, Виктором[2];
- Пётр (род. 4.10.1852) — генерал от инфантерии.

Могила Фролова на Ваганьковском кладбище.

Автор «Записок» (опубликованы в «Русской старине» в 1882 г., т. XXXIV) — воспоминания о жизни декабристов в Читинском остроге и Петровском заводе с критическими замечаниями на статьи Д. И. Завалишина.
Похоронен на Ваганьковском кладбище (2 уч.). На его могиле — памятник из розово-красного гранита в виде небесной сферы; в 1950 году на грани постамента была укреплена беломраморная доска. Здесь же были похоронены внук, режиссёр Гавриил Николаевич Фролов (1881—1947) и внучка, Ольга Николаевна Карпова (1878—1960) и рядом, в одной ограде с Фроловыми, находится старое захоронение другого декабриста П. С. Бобрищева-Пушкина, а в отдельной железной ограде — символическая могила И. Н. Хотяинцева.